# Distretto di Ataura
Il distretto di Ataura  è uno dei trentaquattro distretti della provincia di Jauja, in Perù. Si trova nella regione di Junín e si estende su una superficie di  5,90 chilometri quadrati.